# Hydatellaceae
Hydatellaceae је мала фамилија скривеносеменица, која обухвата 1 род са 14 врста водених биљака. Ареал распрострањења обухвата западне делове Индије, Аустралију и Нови Зеланд.
На основу традиционалних морфолошких истраживања, као и према класификационој схеми APG II (2003), фамилија је спадала у монокотиледони ред Poales. Новија молекуларна филогенетска истраживања, праћена ембриолошким и ревидираним морфолошким истраживањима, указала су на припадност реду Nymphaeales, који лежи у бази филогенетског стабла скривеносеменица.